# Hypericum pseudomaculatum
Hypericum pseudomaculatum är en johannesörtsväxtart som beskrevs av Benjamin Franklin Bush. Hypericum pseudomaculatum ingår i släktet johannesörter, och familjen johannesörtsväxter. Inga underarter finns listade i Catalogue of Life.